# Блиск для губ

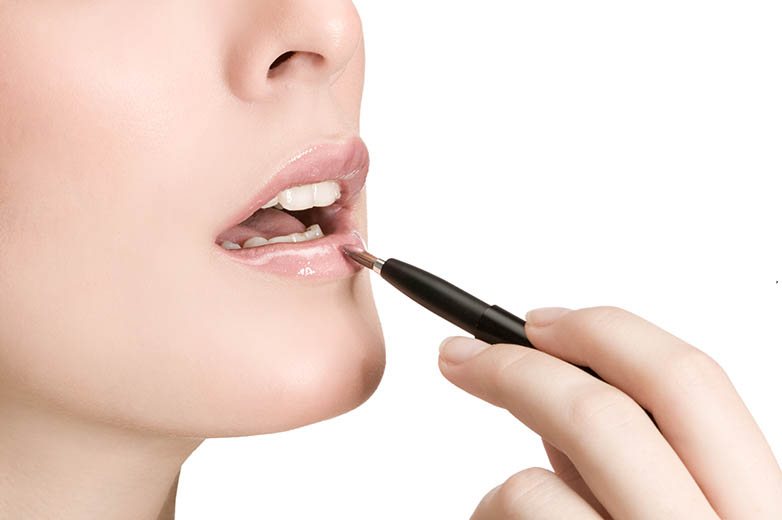
Нанесення аплікатором блиску для губ

Блиск для губ (англ. lip gloss) — косметичний продукт, який перш за все використовується для надання губам м'якого глянцевого блиску. Рідше застосовується для надання губам певного кольору. Зазвичай блиск для губ рідкий, хоча іноді може бути у стані м'якої, вологої маси, яка накладається на губи. Блиск для губ може бути повністю безбарвним, або мати майже невидимі відтінки, які надають губам ефект металіку.
Перший комерційно доступний блиск для губ Max Factor's X-Rated з'явився в 1932 році. Оригінальна формула продавалась до 2003, коли продукт вилучили з продажу американська транснаціональна корпорація Procter and Gamble.
Як і помада, блиск для губ може мати декілька форм зберігання. Наприклад, у невеликих пляшечках із аплікатором або пензликом, за допомогою яких блиск наноситься на губи; або в тюбиках і при цьому наноситься подушечками пальців. Новий тип блиску під назвою пухкі губки (англ. plumping) має компонент, який надавав губам більш м'якого і пухкого вигляду. Цей тип був дешевшим, легким у використанні, але тримався на губах короткий час, що спричиняло незручності.
В основному блиск для губ використовують як засіб декоративної косметики, але також нею користуються для приховування недоліків, або зморшок на губах. Акторка Ліліан Гіш прорекламувала блиск для губ із сонцезахисним кремом
На даний час використання помади з блиском для губ поверх неї стало доволі популярним явищем.

## Світлини

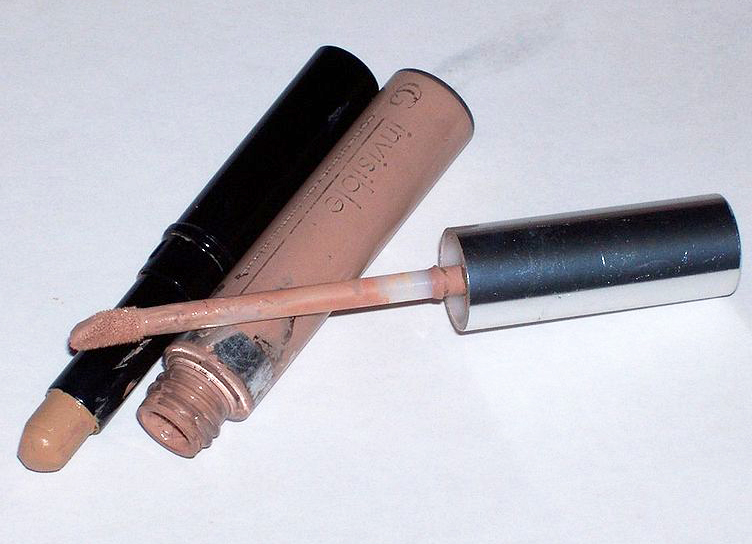
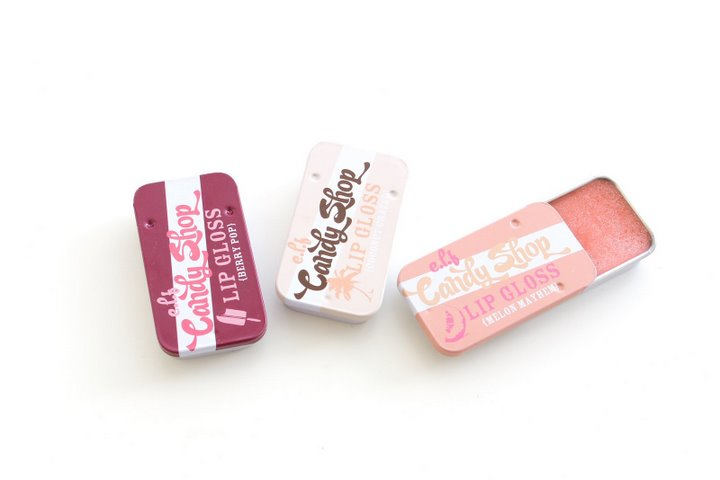
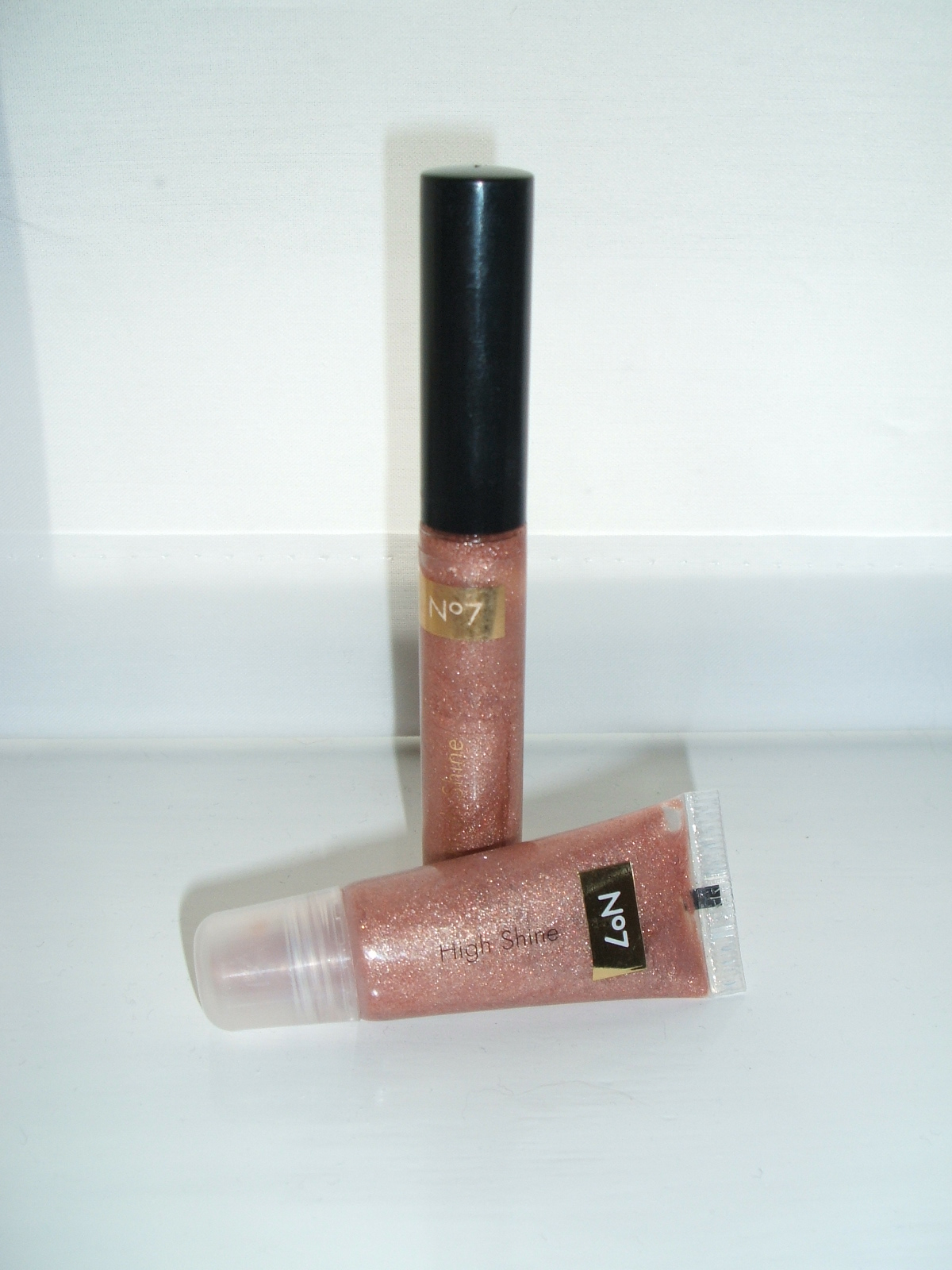
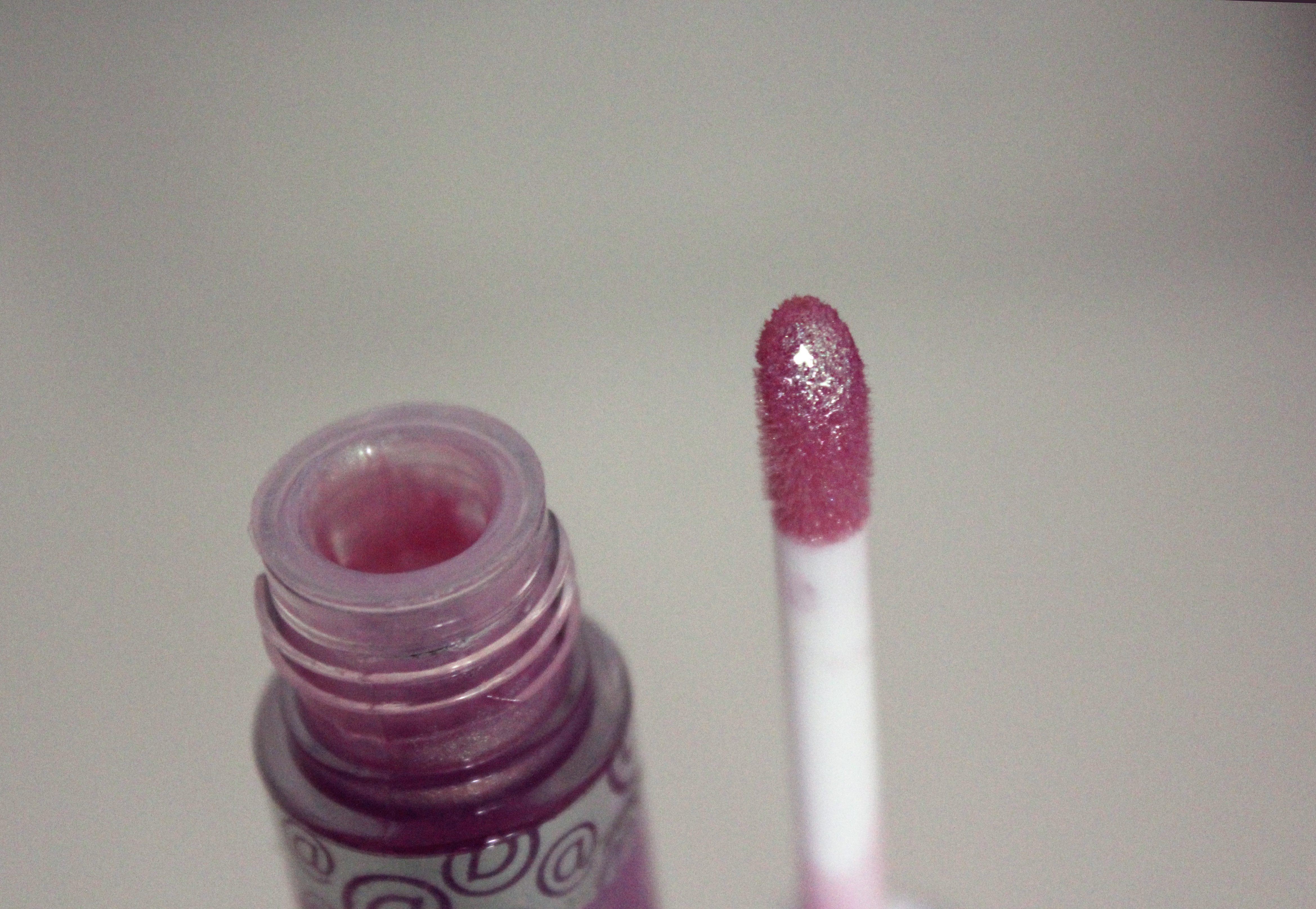
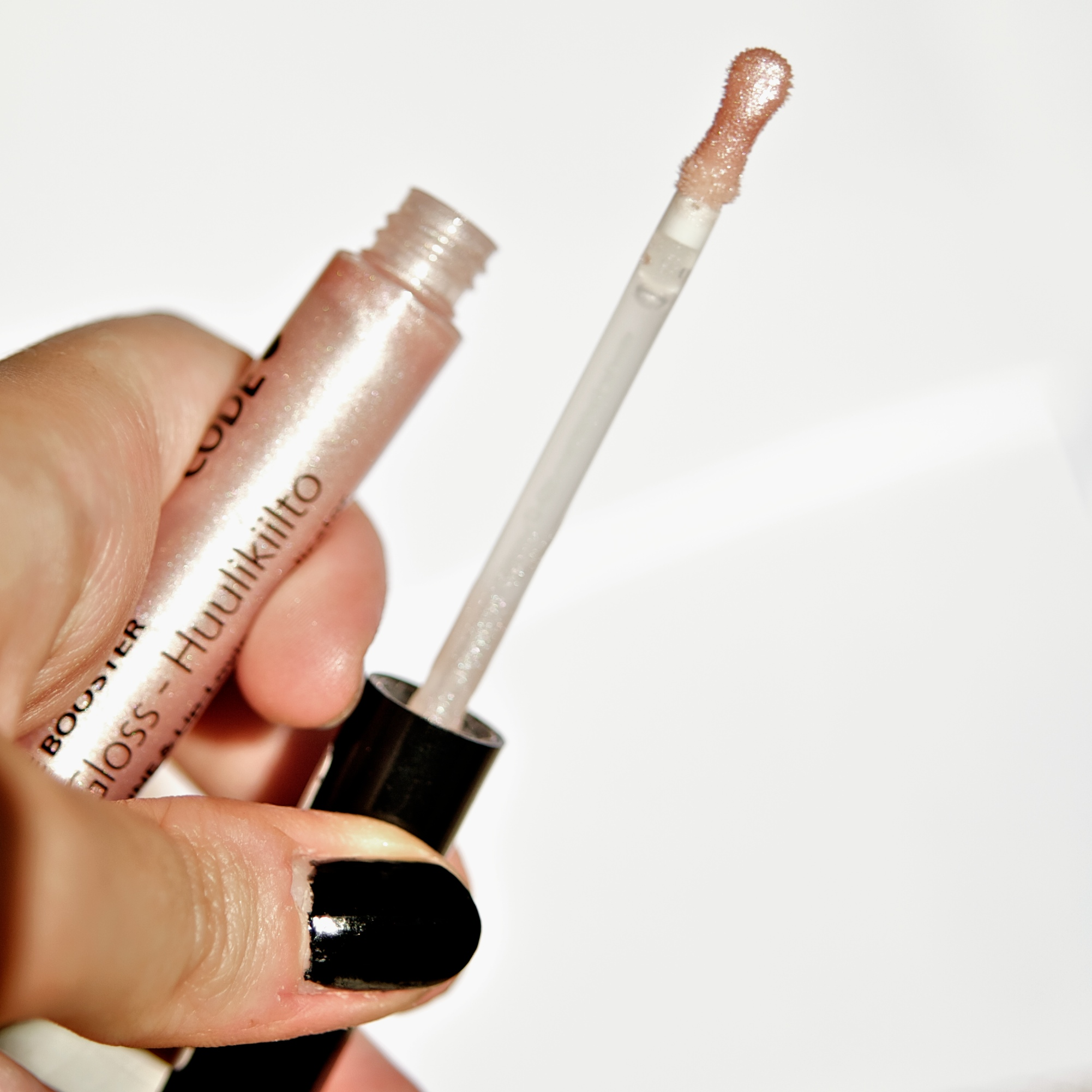
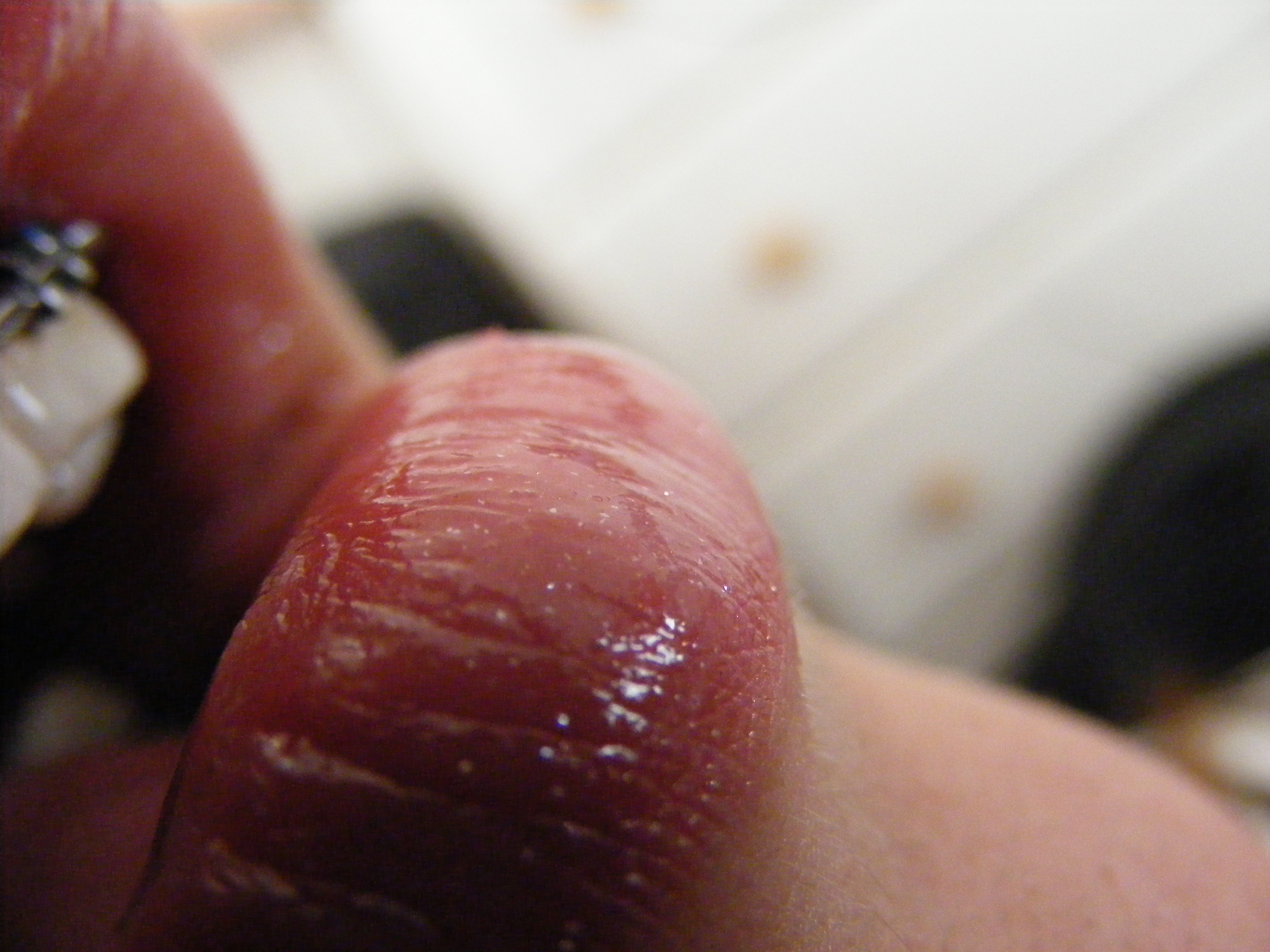